# Johannes de Bosch

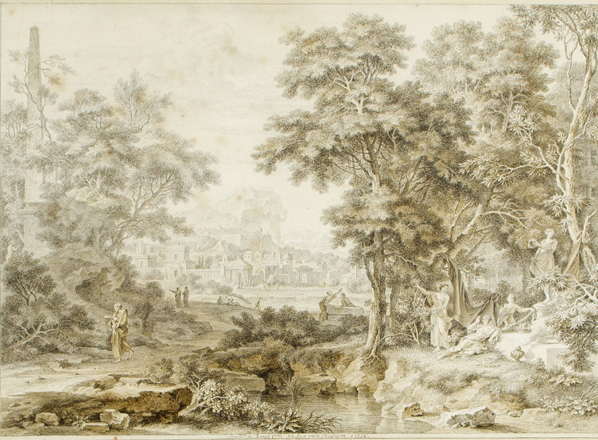
Johannes de Bosch, "Arcadisch landschap", Privécollectie.

Johannes de Bosch (Amsterdam, 1713 - aldaar, 1785) was een Nederlands kunstschilder, graveur en tekenaar. Als zoon van apotheker Jeroen de Bosch, die een collectie schilderijen en tekeningen bezat, kwam hij al vroeg in contact met de schone kunsten.
Hij legde zich vooral toe op het schilderen en tekenen van arcadische landschappen, waarin hij zich liet inspireren door onder meer de schilder Jan van Huysum (Amsterdam 1682 - 1749). De Bosch heeft ook vignetten ontworpen voor verschillende publicaties, die nadien door anderen weer zijn gegraveerd.
Verder is de Bosch bekend door verschillende topografische tekeningen, van Amsterdam en van Zeist. Zijn werk wordt bewaard in verschillende musea, zoals het Teylers Museum te Haarlem, het Rijksmuseum Amsterdam, de Hamburger Kunsthalle en het Städel Museum te Frankfurt.

## Galerij

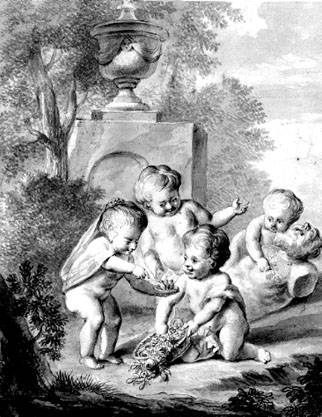
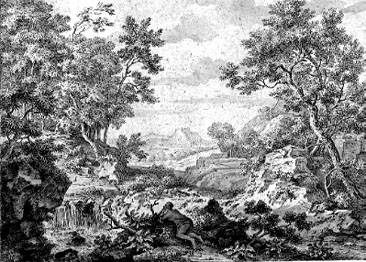
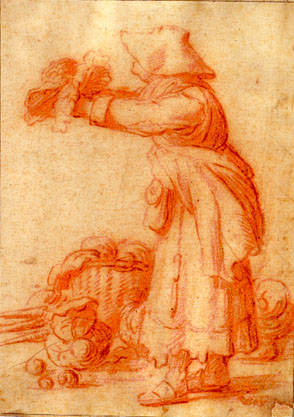
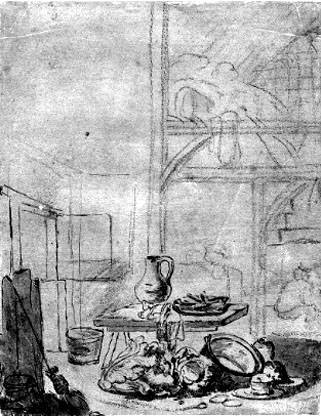

- Art Gallery of South Australia: 3861
- Biografisch Portaal: 57956294
- Digitale Bibliotheek voor de Nederlandse Letteren: bosc066
- International Standard Name Identifier: 0000 0000 6792 7784
- Nederlandse Thesaurus van Auteursnamen: 069042489
- RKD-Nederlands Instituut voor Kunstgeschiedenis: 11028
- Union List of Artist Names: 500078597
- Virtual International Authority File: 96240857
- WorldCat: E39PBJwmWmm8HJ6V8QWmKT3xXd